# Nashik (dystrykt)
Nashik (marathi नाशिक जिल्हा, ang. Nashik district) – jest jednym z największych wśród trzydziestu pięciu dystryktów indyjskiego stanu Maharasztra, o powierzchni 15 530 km². 

## Położenie
Położony jest w północno-zachodniej części stanu. Od północnego zachodu graniczy z Gudźaratem, od północy z dystryktem Dhule. Na wschodzie sąsiaduje z 
dystryktami Dźalganw i Aurangabad, a południu  z Ahmednagar. 
Stolicą dystryktu jest miasto Nashik.

## Rzeki
Rzeki przepływające przez obszar dystryktu :
- Damanganga
- Darna
- Girna
- Godavari
- Mosam
- Panjhara
- Vaitrarna